# Tabakfabrik Bordeaux

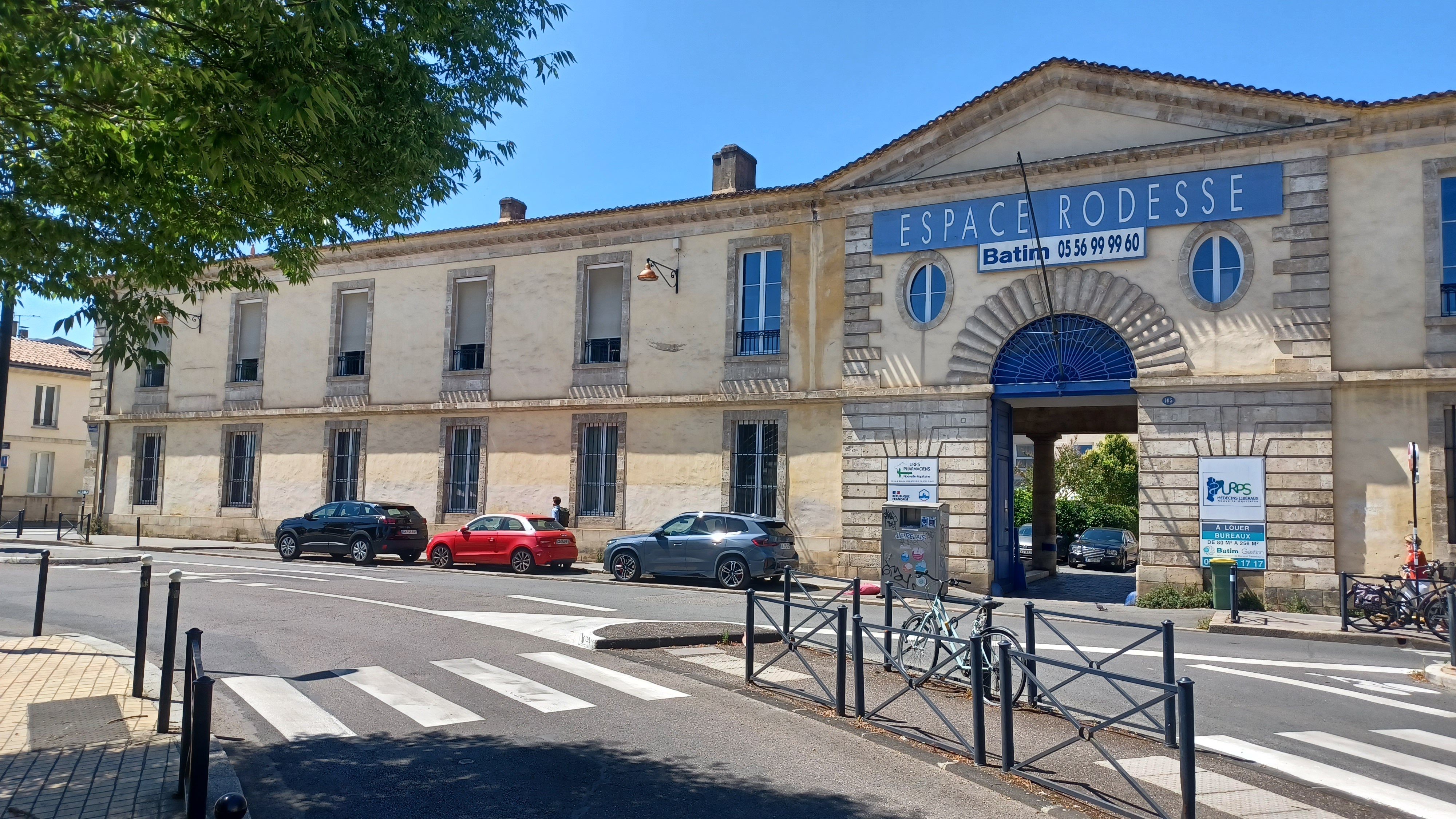
Süd- und Mittelteil der Tabakfabrik am Place Rodesse

Die Tabakfabrik Bordeaux (ehem. Hôtel des Fiacres) war eine Produktionsstätte für Tabakerzeugnisse in Bordeaux. Das Gebäude an der Place Rodesse ist teilweise noch existent und befindet sich etwa 750 m westlich der Altstadt im Ortsteil Meriadeck.

## Geschichte
Der Tabakanbau war einst in dieser Region von hoher Bedeutung. 
Das ehemalig städtische Droschkenhaus wurde 1805 zur Tabakmanufaktur umgebaut, 1811 zur Kaiserlichen Manufaktur erhoben und 1824 repräsentativ umgebaut. Dafür wurde der Architekt Michel-Jules Bonfin (1783–1848) beauftragt, Sohn von Richard-François Bonfin (1730–1814), und der bereits in der dritten Generation dieser Architektenfamilie stand. Um alle Arbeitsvorgänge unter einem Dach abwickeln zu können, folgten Erweiterungen 1825 und 1843 sowie 1920 knapp 100 Jahre später.
Nach der Anlieferung der getrockneten Rohware erfolgte die Fermentierung und die Herstellung von Scaferlati (Schnitttabak). Die Herstellung von Zigarettenprodukten erfolgte zunächst in dem Fabrikgebäude in der Rue du Tondu. Ab 1920 wurden Lagerräume ergänzt und Platz für einen größeren Maschinenpark geschaffen. 1928 erreichte der Jahresumsatz knapp 2 Mio. t, davon 1,3 Mio. t Scaferlatis.
1865 wurde eine erste, 6 PS starke Dampfmaschine zum Antrieb von Keilriemen installiert. Weitere folgten. Bis 1870 gab es zwei Befeuchtungsgeräte mit Förderband, vier Entkornungsmaschinen, acht Hackmaschinen der Marke Belot, drei Röstmaschinen, 18 Verpackungsmaschinen für Scaferlatis, mehrere Maschinen zur Herstellung und Verpackung von Zigaretten, sechs Lastenaufzüge und pneumatische Förderer.
| Jahr | Arbeiter | davon Frauen |
| ---- | -------- | ------------ |
| 1811 | 300      |              |
| 1829 | 400      |              |
| 1862 | 1221     |              |
| 1877 | 1684     | 1000         |
| 1980 | 300      | 200          |
| 1987 | 87       |              |

In der Blütezeit um 1875 waren hier 1684 Personen beschäftigt, davon ca. 1000 Frauen, die sogenannten Cigaretières. Ab 1945 fand eine Spezialisierung auf Zigarren statt.
1929 wurde der Uhrenturm um ein Stockwerk erhöht.
Neben der in Bordeaux ansässigen Verwaltung gab es in Aquitanien 23 „Lagerhäuser“ wie die Tabakfabrik La Réole sowie zwei Transitlager für den Tabakimport exotischer Tabake in Bordeaux und Bassens.
Aus der ursprünglichen Manufaktur entstand über die Jahrzehnte die Zigarettenfabrik, die sich ab 1945 fast ausschließlich auf die Herstellung von Zigarren spezialisierte. In den 1970er Jahren nach der Übernahme durch SEITA wurden davon 180 Mio. Stück in 15 verschiedenen Marken und 26 verschiedenen Verkaufsverpackungen in Bordeaux hergestellt. 1987 endete die Produktion und das Gebäude wurde stillgelegt.
Ein Immobilienentwickler versuchte ab 1989, das Gebäude mit der ikonischen Bonfin-Fassade abzureißen, was die Unterschutzstellung als historisches Denkmal 1990 verhinderte. Die Ostfassade blieb so erhalten, während die übrigen drei Seiten des Häuserblocks dem Bau eines Hotels und mehrerer Wohneinheiten gewichen sind.

## Gebäude
Der Mittelteil des Gebäudes an der Place Rodesse besitzt zwei Stockwerke, in denen die Büros und eine Dienstwohnung untergebracht waren. Es besitzt zwei mal sechs Gebäudeachsen mit rechteckigen Öffnungen und einem zentralen Vorbau mit repräsentativem, bossiertem Portal, der von einem dreieckigen Giebel abgeschlossen wird. Die Dacheindeckung besteht aus Hohlziegeln und Schiefer.
In den Seitenflügeln befand sich das Industriemagazin, das mit Strebepfeilern gestützt wurde. Eine Treppe mit doppeltem Geländer führt zu den Galerien mit Glasdach des Uhrengebäudes, das die Jahreszahl 1929 trug. Ferner gab es in dem quadratischen Stockwerk mit Segmentbogenöffnungen im 1. Stock Reparaturwerkstätten. Es war mit einem Walmdach aus mechanisch hergestellten Ziegeln gedeckt, die ehemalige Schmiede mit Oberlichtern. Ferner gab es einen runden, geziegelten Schornstein. 
Die Fabrikationshalle und das Industrielager hatte zwei quadratische Stockwerke und ein zusätzliches Stockwerk aus Stein mit einem langen Dach. Hier befand sich auch die Wohnung des Vorarbeiters, die aus verputztem Stein mit Walmdach errichtet war. Die Fläche der Anlage maß 12.506 m².